# ドミトリ・マズノフ
ドミトリ・マズノフ（ロシア語: Дмитрий Вячеславович Мазунов 1971年5月12日- ）はロシア、ゴーリキー出身の卓球選手。
世界卓球選手権には1987年から20年以上にわたり、またオリンピックでも1992年のバルセロナオリンピック、1996年のアトランタオリンピック、2004年のアテネオリンピック、2008年の北京オリンピックと4大会に出場している。1991年の世界選手権千葉大会の男子ダブルスでベスト4、2004年のアテネオリンピックでは男子ダブルスで4位に入った。
1992年から卓球ブンデスリーガのクラブに在籍している。

## 主な戦績
- 1989年
  - 第40回世界選手権ドルトムント大会 男子団体3位
- 1990年
  - ヨーロッパ選手権イェーテボリ大会 男子ダブルス ベスト4（アンドレイ・マズノフと）
- 1991年
  - 第41回世界選手権千葉大会 男子ダブルス3位（アンドレイ・マズノフと）
- 2003年
  - ヨーロッパ選手権クールマイヨール大会 男子ダブルス準優勝（アレクセイ・スミルノフと）
- 2004年
  - アテネオリンピック 男子ダブルス 4位（アレクセイ・スミルノフと）
- 2005年
  - ヨーロッパ選手権オーフス大会 男子ダブルス ベスト4（アレクセイ・スミルノフと）
- 2007年
  - ヨーロッパ選手権ベオグラード大会 男子ダブルス ベスト4（アレクセイ・スミルノフと）